# Герб Пуату-Шаранту
Герб Пуату-Шаранту — герб регіону на заході Франції.

## Опис
У червоному полі п'ять золотих замків з трьома вежами.

## Історія
Герб відтворює символ колишньої провінції Пуату.
Генріх II зробив свого брата Вільяма Фітца графом Пуату. Вільям використовує герб із зображенням одного червоного лева у срібному полі. Так символом графства до 1204 року період стає лев.
1204 році графство Пуату було приєднано до французького королівського домену. 1241 року брат короля Людовіка IX Альфонс, був призначений графом-апанагієм Пуату. За правилами геральдики, він повинен відрізняти свій герб від герба свого брата короля. Він вирішив поєднати дані свого батька з тими своєї матері Блаки Кастільської. Після смерті Альфонсо у 1271 році, який лишився без потомства, герб з кастильськими вежами вже не використовується.
Однак від епохи Відродження до  XIX століття геральдисти вважали, що саме герб Альфонса відображає стародавню геральдику Пуату. Таким чином у Жана де Ла Ея в 1581 році написано: «червоні кольори з вежами або золотими замками». 1610 року на фронтисписі Кутум дю Пуату Фіне де Бріанвіля подано герб, на якому зображені вежі: три у верхній частині щита і дві внизу. 1659 року, хоча до цього часу кількість веж не була встановлена. Автор цього герба, написав: «Пуату: кольори з 5 золотими вежами в червоному полі». Це нове положення з’являється в кількох роботах і на гербовому папері генерала Пуатьє з 1740 по 1748 рік. Воно знайшло відгук у Комісії печаток і гербів держави, яка під час режиму Віші підтвердила віднесення до провінції герба з п'ятьма золотими замками на червоному тлі.
У 1970-х роках з'явилася провозиція створити новий герб провінції, що б складається з історичних гербів гербів Оні, Пуату, Ангумуа та Сентонжа.
З 1996 року Вексилологічне товариство Заходу, ґрунтуючись на наведених вище історичних аргументах, веде кампанію проти замків і на користь герба з левом із чорною облямівкою, усіяною п'ятнадцятьма золотими безантами.
Водночас асоціація просуває прапор Пуату, що охоплює основні елементи та кольори герба лева у спрощеному вигляді: біло-чорне пересічене поле з червоним левом. Біла смуга позначає Верхній Пуату, тобто департаменти В’єнна (Пуатьє) і Де-Севр (Ніорт), ґрунти яких переважно вапнякові, а чорна смуга позначає Нижній Пуату, тобто департамент Вандею, чиї ґрунти, як правило, гранітні. Попри те, що цей прапор є неофіційним, він є досить популярним.

Реконструкція першого герба Пуату
Герб Альфонса Пуатьє
Герб Пуату з п'ятьма замками
Проєкт герба Пуату-Шаранту 1970-х рр.
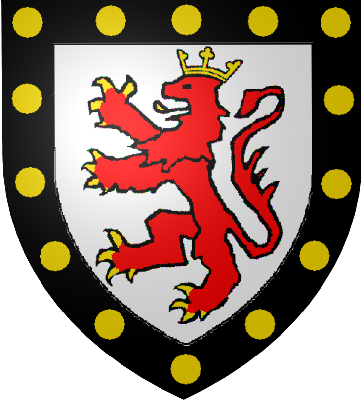
Проєкт герба Пуату
Проєкт герба Пуату